# Шиллинг, Курт (философ)
Курт Шиллинг (нем. Kurt Schilling, 1899, Мюнхен, Германская империя — 1977, ФРГ) — немецкий философ, исследователь, руководящий сотрудник Аненербе.

## Биография
Сын офицера, погибшего на манёврах в результате несчастного случая незадолго до рождения сына.
Посещал гимназию Максимилиана в Мюнхене и воспитательный дом в Шорндорфе. В июне 1917 г.
призван в армию. Участник Первой мировой войны, вице-вахмистр артиллерии на Западном фронте.
С 1920 г. изучал философию в Мюнхене и Гёттингене. В 1926 г. защитил кандидатскую диссертацию «О понятийном познании в противоположность математическому». В 1927—1930 гг. в качестве стипендиата изучал наследие Гегеля. В 1932 г. защитил докторскую диссертацию. C 1937 г. экстраординарный профессор философского факультета Мюнхенского университета; непосредственным начальником Шиллинга был Вальтер Вюст. Считался приверженцем идей Гегеля и Хайдеггера, участвовал в работе с наследием Канта. С 1940 г. заместитель заведующего кафедрой на философском факультете Карлова университета.
В 1933 г. вступил в НСДАП. Занимал руководящие должности в Национал-социалистическом союзе доцентов. С 1939 г. руководил учебно-исследовательским отделом философии Аненербе. Несмотря на членство Шиллинга в национал-социалистических организациях, его сочинения не носят следов нацистской идеологии.
После войны прошёл денацификацию и с 1948 г. продолжил преподавание в Мюнхене. С 1965 г. на пенсии.

## Сочинения
- Aristoteles' Gedanke der Philosophie. München: Reinhardt Verlag, 1928.
- Hegels Wissenschaft von der Wirklichkeit und ihre Quellen. Bd. 1: Begriffliche Vorgeschichte der Hegelschen Methode. München: Reinhardt Verlag, 1929.
- Natur und Wahrheit. München 1934.
- Der Staat, seine geistigen Grundlagen, seine Entstehung und Entwicklung, München 1935.
- Das Sein des Kunstwerks. Frankfurt a. Main 1938.
- Geschichte der Philosophie. Bd. 1-2. München 1942—1943.